# Karol Šmidke
Karol Šmidke (21 de janeiro de 1897 - 15 de dezembro de 1952) foi um político comunista eslovaco, membro do Partido Comunista da Checoslováquia.
Smidke foi Co-Presidente do Presidium do Conselho Nacional Eslovaco (com Vavro Srobar) de 5 de setembro a 23? de outubro de 1944, Co-Presidente do Conselho Nacional Eslovaco (com Jozef Lettrich) de 14 de setembro de 1945 a 26 de fevereiro de 1948, Presidente em exercício de 26 de fevereiro a 12 de março de 1948 e Orador de 12 de março de 1948 a 14 de julho de 1950. Foi também o primeiro Presidente do Conselho de Comissários de 18 de setembro de 1945 a 14 de agosto de 1946, quando foi sucedido por Gustáv Husák.